# Гаетано Ширеа
Гаетано Ширеа (на италиански: Gaetano Scirea) е италиански футболист, централен защитник и треньор. Роден е на 25 май 1953 г. в град Чернуско сул Навильо, Италия.
Един от 5 играчи (Дани Блинд, Антонио Кабрини, Стефано Конти, Серджо Брио) в Европейската футболна история, който е спечелил всички клубни трофеи, признати от FIFA и UEFA (КНК, Купа на УЕФА, КЕШ, Интернационалната купа, Супер купа) за един клуб.

## Кариера
Професионалната му кариера започва през 1972 г. в Аталанта. До 1974 г. изиграва 58 мача като отбелязва един гол. От 1974 г. е състезател на италианския ФК Ювентус, където играе до края кариерата си през 1988 г. като изиграва 552 мача и отбелязва 24 гола. През 1975 г. дебютира за Италия. До 1986 г. е изиграл 78 мача в националния отбор на своята страна с отбелязани 2 гола, като през 1982 г. става световен шампион. През 1988 г. започва като треньор в Ювентус, но при обиколка в Полша като наблюдател на мач на Гурник Забже, с който Ювентус предстои да играе в турнира за Купата на УЕФА, пертърпява автомобилна катастрофа и загива близо до село Бабск. Ширеа е смятан за един от най-добрите централни защитници в света за 70-80-те години на 20 век. В официални мачове от високо ниво нито веднъж не е изгонван от игра.

## Постижения
- 7 Серия А: 1974/75, 1976/77, 1977/78, 1980/81, 1981/82, 1983/84, 1985/86
- 2 Купа на Италия: 1978/79, 1982/83
- 1 Купа на УЕФА: 1976/77
- 1 Купа на носителите на купи: 1983/84
- 1 Купа на Европа: 1984/85
- 1 Суперкупа на Европа: 1984
- 1 Междуконтинентална купа: 1985
- 1 Световно първенство по футбол: 1982
- 1 Четвърто място на Световно първенство по футбол: 1978
- 1 Четвърто място на Европейско първенство по футбол: 1980